# FK SEKO Louny
FK SEKO Louny je český fotbalový klub založený v roce 2000, který v sezóně 2015/2016 postoupil do Divize B, kde se ale neudržel a od té doby z ní střídavě padá do krajského přeboru a zase se vrací.

## Historie
Klub byl založen roku 2000 sloučením dvou sousedních celků: Meteor Louny a SK Čechie Louny. Rozhodnuto tak bylo z finančních důvodů. Zadluženost ovšem byla značná a tak klub po dvou sezónách sestoupil do I. A třídy. Návrat celku do Krajského přeboru se zadařil až v roce 2010, kde setrval 5 let. Následně Divizi B s krajským přeborem.
Městský fotbalový stadion Ladislava Nováka nese jméno Lounského rodáka a československého fotbalového reprezentanta a obránce Ladislava Nováka.

## Umístění v jednotlivých sezonách
Zdroj: 
Stručný přehled
- 2005–2010: I. A třída Ústeckého kraje – sk. B
- 2010–2015: Přebor Ústeckého kraje
- 2015–2016: Divize B
- 2016–2017: Přebor Ústeckého kraje
- 2017–2018: Divize B
- 2018–2019: Přebor Ústeckého kraje
- 2019–2024: Divize B
- 2024–2025: Přebor Ústeckého kraje
- 2025–: Divize B

Jednotlivé ročníky
Legenda: Z – zápasy, V – výhry, R – remízy, P – porážky, VG – vstřelené góly, OG – obdržené góly, +/− – rozdíl skóre, B – body, červené podbarvení – sestup, zelené podbarvení – postup, fialové podbarvení – reorganizace, změna skupiny či soutěže
| Česko (2000 – ) |                                    |        |    |    |   |    |    |    |     |    |        |
| Sezóny          | Liga                               | Úroveň | Z  | V  | R | P  | VG | OG | +/- | B  | Pozice |
| 2005/2006       | I. A třída Ústeckého kraje – sk. B | 6      | 26 | 11 | 3 | 12 | 52 | 48 | +4  | 36 | 6.     |
| 2006/2007       | I. A třída Ústeckého kraje – sk. B | 6      | 26 | 15 | 7 | 4  | 61 | 31 | +30 | 52 | 2.     |
| 2007/2008       | I. A třída Ústeckého kraje – sk.B  | 6      | 26 | 15 | 4 | 7  | 54 | 31 | +23 | 49 | 4.     |
| 2008/2009       | I. A třída Ústeckého kraje – sk. B | 6      | 26 | 16 | 6 | 4  | 66 | 23 | +43 | 54 | 2.     |
| 2009/2010       | I. A třída Ústeckého kraje – sk. B | 6      | 26 | 19 | 2 | 5  | 71 | 20 | +51 | 59 | 1.     |
| 2010/11         | Přebor Ústeckého kraje             | 5      | 30 | 12 | 9 | 9  | 39 | 29 | +10 | 45 | 7.     |
| 2011/12         | Přebor Ústeckého kraje             | 5      | 30 | 12 | 5 | 13 | 42 | 43 | –1  | 41 | 6.     |
| 2012/13         | Přebor Ústeckého kraje             | 5      | 30 | 12 | 5 | 13 | 44 | 47 | –3  | 41 | 9.     |
| 2013/14         | Přebor Ústeckého kraje             | 5      | 30 | 13 | 3 | 14 | 49 | 44 | +5  | 44 | 9.     |
| 2014/15         | Přebor Ústeckého kraje             | 5      | 30 | 19 | 5 | 6  | 73 | 28 | +45 | 64 | 2.     |
| 2015/16         | Divize B                           | 4      | 30 | 4  | 8 | 18 | 32 | 65 | –33 | 24 | 15.    |
| 2016/17         | Přebor Ústeckého kraje             | 5      | 28 | 19 | 4 | 5  | 78 | 33 | +45 | 64 | 2.     |
| 2017/18         | Divize B                           | 4      | 30 | 8  | 5 | 17 | 47 | 54 | –7  | 33 | 13.    |
| 2018/19         | Přebor Ústeckého kraje             | 5      | 30 | 26 | 3 | 1  | 89 | 30 | +59 | 81 | 1.     |
| 2019/20         | Divize B                           | 4      | 16 | 3  | 4 | 8  | 22 | 28 | –6  | 18 | 14.    |
| 2020/21         | Divize B                           | 4      | 8  | 2  | 1 | 5  | 13 | 14 | +1  | 8  | 12.    |
| 2021/22         | Divize B                           | 4      | 30 | 12 | 8 | 10 | 53 | 38 | –15 | 44 | 8.     |
| 2022/23         | Divize B                           | 4      | 30 | 11 | 7 | 12 | 42 | 53 | +11 | 40 | 8.     |
| 2023/24         | Divize B                           | 4      | 30 | 5  | 4 | 21 | 25 | 62 | -37 | 19 | 15.    |
| 2024/25         | Přebor Ústeckého kraje             | 5      | 30 | 23 | 6 | 1  | 90 | 35 | +55 | 78 | 1.     |

- 2014/15: Od sezony 2014/15 se hraje v českých skupinách Divize tímto způsobem: Pokud zápas skončí nerozhodně, kope se penaltový rozstřel. Jeho vítěz bere 2 body, poražený pak jeden bod. Za výhru po 90 minutách jsou 3 body, za prohru po 90 minutách není žádný bod.
- 2019/20 a 2020/21: Tyto sezony byly předčasně ukončeny z důvodu pandemie covidu-19 v Česku.

## Osobnosti klubu
hráči předchozích klubů
Ladislav Novák